# Wesley Willis
Pour les articles homonymes, voir Willis.
Wesley Lawrence Willis (né le 31 mai 1963 à Chicago – mort le 21 août 2003 à Skokie) est un musicien et un artiste visuel originaire de Chicago.
Diagnostiqué d'une schizophrénie chronique en 1989, il enregistre ses premières chansons en 1992, marquant le point de départ d'une œuvre qui recouvrira un large domaine artistique, musical, avec au moins 50 albums enregistrés (soit environ 1 000 chansons), mais aussi dans le dessin, avec un recours exclusif aux stylos à encre pour représenter, la plupart du temps, des paysages urbains.
Ses créations atypiques et sa personnalité fantasque lui ont valu une forte notoriété dans les années 1990 et jusqu'à sa mort, en été 2003, des suites d'une hémorragie interne, alors qu'une leucémie myéloïde chronique lui avait été diagnostiquée fin 2002.

## Biographie
Wesley Willis est né à Chicago. Il est le fils de Walter Willis et Annie Ruth. Il est issu d'une fratrie de 9 enfants. Wesley a été abandonné par son père alors qu'il n'était qu'un enfant et sa mère était une alcoolique violente qui se serait prétendument prostituée et aurait pratiqué le recel de drogue. Willis se rappelle avoir été frappé par sa mère et de l'avoir vu se prostituer contre de la drogue. En 1972, le département des services pour l'enfance et la famille de l'Illinois retire la garde de ses enfants à Annie Willis. Ceux-ci sont placés dans différentes maison d'accueil. Entre 1976 et 1978, Wesley a été adopté et réuni avec trois de ses frères, Gerald, Michael et Ricky.

## Discographie partielle
- 1993  Radiohead
- 1994  Double Door
- 1994  Machine Gun Kelly
- 1994  M.. Magoo Goes to Jail
- 1994  Prisonshake
- 1994  Rev Norb
- 1994  Rev Norb #2
- 1995  Atomic Records
- 1995  Delilah's
- 1995  Drag Disharmony Hellride
- 1995  Fireman Rick
- 1995  Jason Rau
- 1995  Rock Power
- 1995  Tammy Smith
- 1995  Dr Wax
- 1995  Wesley Willis (Fuse Records)
- 1995  Daren Hacker (Wesley Willis Records)
- 1995  Wesley Willis (Alternative Tentacles)
- 1996  Spookydisharmoniusconflicthellride (with the Wesley Willis Fiasco) (Urban Legends Records)
- 1996  Mr Magoo Goes to Jail Vol. 1
- 1996  Mr Magoo Goes to Jail Vol. 2
- 1996  Mr Magoo Goes to Jail Vol. 3
- 1996  New York New York
- 1996  Fabian Road Warrior (American Recordings)
- 1996  Feel The Power (American Recordings)
- 1996  Rock 'N' Roll Will Never Die (Oglio Records)
- 1996  Black Light Diner
- 1997  Metal Clink Punishment Jail
- 1997  QUT Music Grads Rock Out Man
- 1998  Rock 'N' Roll Jackflash
- 1998  SMD Promotions
- 1999  Dead End Street
- 1999  Greatest Hits Vol. 2 (Alternative Tentacles)
- 1999  Silver Fish Sea World
- 2000  Guitar Rock of Ages
- 2000  Shake Your Piggy Bank (Coldfront Records)
- 2000  Joe Hunter (Wesley Willis Records)
- 2000  Joe Hunter #2
- 2000  Never Kill an Ape (Wesley Willis Records)
- 2000  Rush Hour (Alternative Tentacles)
- 2001  ASCAP
- 2001  Fool's Gold
- 2001  Torture Demon Hellride
- 2001  Full Heavy Metal Jacket
- 2001  Live EP (with the Wesley Willis Fiasco) (Cornerstone R.A.S.)
- 2001  North Carolina Highway Patrol (Wesley Willis Records)
- 2003  Greatest Hits Vol. 3 (Alternative Tentacles)